# 北区立神谷中学校
北区立神谷中学校（きたくりつ かみやちゅうがっこう）は、東京都北区神谷二丁目にあった公立中学校。2024年3月31日に閉校し、近隣の小学校2校と合併して都の北学園となった。

## 概要
- 北区神谷地域の公立中学校である。
- 2024年（令和6年）神谷中サブファミリーを構成する稲田小学校、神谷小学校、神谷中学校を統合し、小中一貫校として「（仮称）北区立都の北学園」を開校する予定である。建設予定地は、現神谷小学校、神谷公園、神谷体育館敷地及び現神谷中学校敷地の一部となっている。[2]。

## 沿革
- 1955年（昭和30年） - 開校[3]
- 2015年（平成29年）10月17日 - 創立60周年記念式典挙行[3]
- 2024年（令和6年）4月 - 「（仮称）北区立都の北学園」開校予定[2]